# Pont de l'avenue de Saint-Mandé
Le pont de l'avenue de Saint-Mandé est un pont ferroviaire de Paris, en France, utilisé par l'ancienne ligne de Petite Ceinture.

## Situation
Le pont franchit l'avenue de Saint-Mandé, dans le nord-est du 12e arrondissement de Paris, à proximité de la porte de Saint-Mandé. À cet endroit, l'ancienne ligne de Petite Ceinture passe au travers des îlots d'habitation sur un remblai légèrement plus haut que le sol. L'avenue de Saint-Mandé étant construite plus bas que le niveau général du sol, le pont permet donc le franchissement de la voie de circulation, qu'il effectue entre les numéros 99 et 101 sur le côté nord et 102 et 102 bis sur le côté sud ; le pont, rectiligne, est quasiment perpendiculaire à l'avenue de Saint-Mandé. La rue du Gabon s'ouvre directement à son extrémité nord-est, la villa du Bel-Air au sud-est.

## Caractéristiques
Il s'agit d'un pont métallique s'appuyant de chaque côté sur deux culées. Le pont présente un mince tablier d'environ 45 m de long pour 10 m de large et muni de chaque côté d'un garde-corps à barreaudage vertical. Ce dernier s'appuie sur deux rangées de quatre colonnes de fonte.

Détails des structures
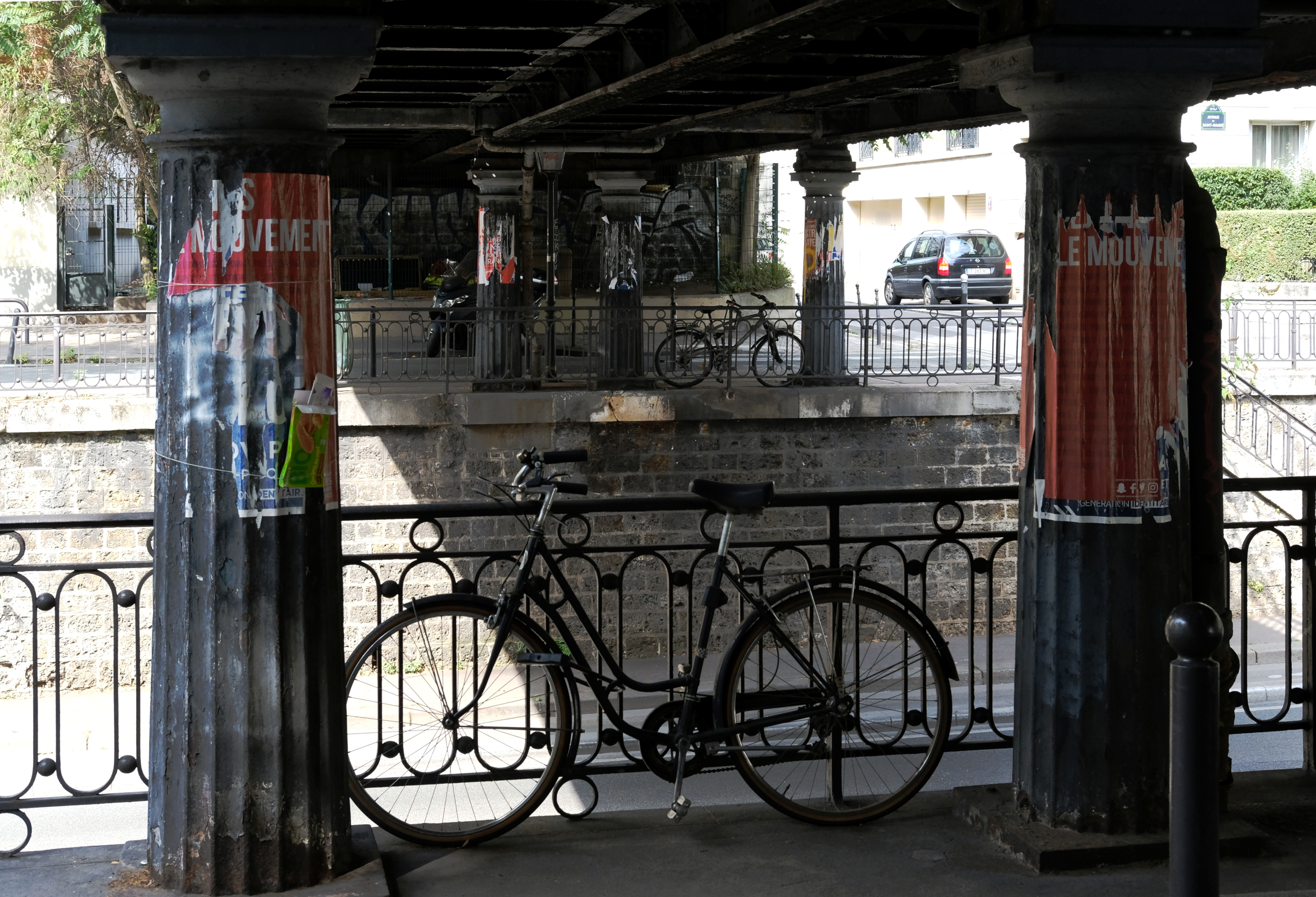
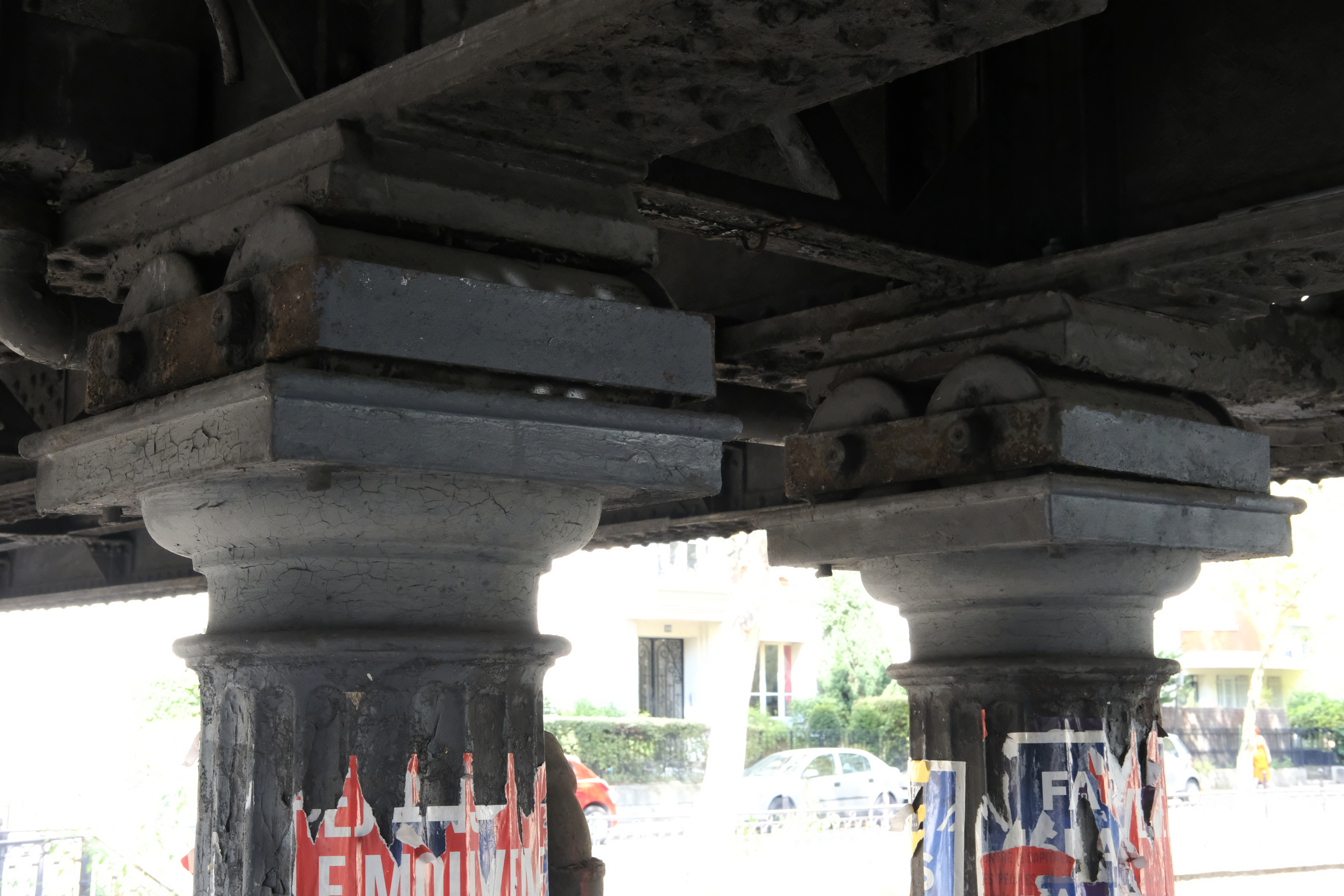

## Historique
Le pont actuel date des années 1886-1889.
La ligne de Petite Ceinture est mise hors service en 1934 et le pont ne connait à partir de cette date qu'une circulation ferroviaire sporadique.